# Bianchi Tipo G
Der Bianchi Tipo G ist ein Pkw-Modell. Hersteller war Bianchi aus Italien.

## Beschreibung
Das Modell muss bereits 1906 im Sortiment gestanden haben, denn es bildete die Basis für die Nutzfahrzeugversionen des Tochterunternehmens Società Bianchi Camions Automobili.
Es sind die Bezeichnungen 15-20 HP, 12/25 HP, 18/24 HP für 1913 und 18/25 HP für 1914 bekannt.
Die Fahrzeuge hatten einen Vierzylindermotor mit 90 mm Bohrung, 115 mm Hub und 2926 cm³ Hubraum. Zunächst waren jeweils zwei Zylinder paarweise zusammen gegossen. 1914 führte Modellpflege zu einem Monoblockmotor. Genannt wird Thermosiphonkühlung.
Die Leistung des Frontmotors wurde über eine Welle an das nahe der Hinterachse angebrachte Getriebe übertragen und von dort mit einer Kette auf die Achse. Erst die Modellpflege 1914 brachte Kardanantrieb.
1914 hatte das Fahrgestell 310 cm Radstand. Für die normale Ausführung sind 135 cm Spurweite und 900 kg Fahrgestellgewicht angegeben. Die Variante America war die Colonial-Version für schlechtere Straßen. Sie hatte 140 cm Spurweite und war 25 kg schwerer.
Eine Abbildung zeigt eine Limousine. Daneben waren offene Tourenwagen üblich. Die letzte bekannte Erwähnung war im Bianchi-Katalog vom 31. Dezember 1915 für das Modelljahr 1916.
Die Reste eines Fahrzeugs von 1910 wurden seit 2011 in Australien angeboten.

## Nutzfahrzeuge
Von 1906 bis 1908 gab es den Tipo G 12/25 HP mit dem normalen Motor. Er hatte etwa 1500 kg Nutzlast. Der Tipo G/2 S hatte einen etwas größeren Motor mit etwa 3200 cm³ Hubraum und 2000 kg Nutzlast.
Von 1914 bis mindestens 1915 gab es erneut Nutzfahrzeuge, die nun Tipo G C bzw. Tipo GC genannt wurden. Sie hatten nun den Monoblockmotor mit 2926 cm³ Hubraum. Es sind 320 cm Radstand, 140 cm Spurweite und 1250 Fahrgestellgewicht angegeben. Bekannt sind offene und geschlossene Aufbauten sowie Kleinbusse. Die Hinterachse hatte Doppelbereifung. Die Kraftübertragung unterschied sich von den Personenkraftwagen.
In Großbritannien wurden Fahrzeuge mit diesen Zylinderabmessungen 1909 als 14/16 HP, von 1911 bis 1912 als 16/20 HP, 1913 als 18 HP und 1914 als 18/25 HP angeboten, jeweils mit 20,1 RAC Horsepower eingestuft.